# Willie Green
William Julius Green, detto Willie (Detroit, 28 luglio 1981), è un ex cestista e allenatore di pallacanestro statunitense, professionista nella NBA.

## Carriera
È stato selezionato dai Seattle SuperSonics al secondo giro del Draft NBA 2003 (41ª scelta assoluta).

## Statistiche

### NCAA
| Anno      | Squadra        | PG  | PT | MP   | TC%  | 3P%  | TL%  | RP  | AP  | PRP | SP  | PP   |
| --------- | -------------- | --- | -- | ---- | ---- | ---- | ---- | --- | --- | --- | --- | ---- |
| 1999-2000 | Detroit Titans | 32  | -  | 25,0 | 41,7 | 38,2 | 81,3 | 2,6 | 1,9 | 0,7 | 0,3 | 8,4  |
| 2000-2001 | Detroit Titans | 33  | -  | 30,7 | 47,4 | 37,2 | 72,2 | 5,0 | 2,4 | 1,0 | 0,1 | 13,2 |
| 2001-2002 | Detroit Titans | 29  | -  | 30,6 | 43,1 | 28,4 | 67,0 | 4,2 | 1,9 | 0,8 | 0,3 | 13,7 |
| 2002-2003 | Detroit Titans | 30  | 30 | 34,0 | 49,0 | 37,4 | 80,5 | 4,9 | 2,5 | 1,3 | 0,4 | 22,6 |
| Carriera  | Carriera       | 124 | 30 | 30,0 | 46,1 | 35,2 | 75,7 | 4,2 | 2,2 | 0,9 | 0,3 | 14,3 |

### NBA

#### Regular season
| Anno      | Squadra            | PG  | PT  | MP   | TC%  | 3P%  | TL%  | RP  | AP  | PRP | SP  | PP   |
| --------- | ------------------ | --- | --- | ---- | ---- | ---- | ---- | --- | --- | --- | --- | ---- |
| 2003-2004 | Philadelphia 76ers | 53  | 0   | 14,5 | 40,1 | 31,1 | 72,8 | 1,2 | 1,0 | 0,5 | 0,1 | 6,9  |
| 2004-2005 | Philadelphia 76ers | 57  | 21  | 18,7 | 36,6 | 28,6 | 77,6 | 2,3 | 1,8 | 0,6 | 0,1 | 7,7  |
| 2005-2006 | Philadelphia 76ers | 10  | 2   | 15,3 | 42,4 | 52,6 | 80,0 | 1,5 | 0,5 | 0,2 | 0,0 | 7,0  |
| 2006-2007 | Philadelphia 76ers | 74  | 36  | 24,9 | 41,1 | 32,5 | 66,7 | 2,1 | 1,5 | 0,8 | 0,1 | 11,3 |
| 2007-2008 | Philadelphia 76ers | 74  | 74  | 26,6 | 43,6 | 28,5 | 75,7 | 2,5 | 2,0 | 0,7 | 0,3 | 12,4 |
| 2008-2009 | Philadelphia 76ers | 81  | 60  | 22,6 | 43,5 | 31,7 | 72,9 | 1,6 | 2,0 | 0,7 | 0,2 | 8,5  |
| 2009-2010 | Philadelphia 76ers | 73  | 18  | 21,3 | 45,7 | 34,6 | 83,3 | 1,8 | 2,1 | 0,4 | 0,2 | 8,7  |
| 2010-2011 | N.O. Hornets       | 77  | 13  | 21,7 | 44,3 | 34,8 | 78,0 | 2,1 | 1,0 | 0,5 | 0,2 | 8,7  |
| 2011-2012 | Atlanta Hawks      | 53  | 2   | 17,4 | 47,1 | 44,2 | 85,7 | 1,5 | 0,8 | 0,4 | 0,1 | 7,6  |
| 2012-2013 | L.A. Clippers      | 72  | 60  | 16,5 | 46,1 | 42,8 | 71,9 | 1,3 | 0,8 | 0,4 | 0,2 | 6,3  |
| 2013-2014 | L.A. Clippers      | 55  | 9   | 15,8 | 37,6 | 33,9 | 82,4 | 1,4 | 0,9 | 0,4 | 0,2 | 5,0  |
| 2014-2015 | Orlando Magic      | 52  | 2   | 18,3 | 38,6 | 34,7 | 82,4 | 1,5 | 1,3 | 0,5 | 0,1 | 5,9  |
| Carriera  | Carriera           | 731 | 297 | 20,2 | 42,5 | 34,6 | 76,5 | 1,8 | 1,4 | 0,5 | 0,1 | 8,3  |

#### Play-off
| Anno     | Squadra            | PG | PT | MP   | TC%  | 3P%  | TL%   | RP  | AP  | PRP | SP  | PP  |
| -------- | ------------------ | -- | -- | ---- | ---- | ---- | ----- | --- | --- | --- | --- | --- |
| 2005     | Philadelphia 76ers | 5  | 0  | 12,6 | 44,4 | 22,2 | 90,0  | 1,8 | 0,6 | 0,2 | 0,0 | 5,4 |
| 2008     | Philadelphia 76ers | 6  | 6  | 23,7 | 43,1 | 20,0 | 64,3  | 1,3 | 2,0 | 0,8 | 0,7 | 9,0 |
| 2009     | Philadelphia 76ers | 6  | 6  | 24,7 | 41,2 | 36,4 | 33,3  | 1,0 | 1,2 | 0,0 | 0,2 | 7,8 |
| 2011     | N.O. Hornets       | 6  | 0  | 14,0 | 38,9 | 22,2 | 57,1  | 0,8 | 0,7 | 0,3 | 0,0 | 5,7 |
| 2012     | Atlanta Hawks      | 5  | 0  | 12,6 | 46,2 | 25,0 | -     | 1,6 | 0,6 | 0,0 | 0,0 | 2,6 |
| 2013     | L.A. Clippers      | 3  | 0  | 6,7  | 66,7 | 0,0  | 100,0 | 1,0 | 0,7 | 0,3 | 0,0 | 2,0 |
| 2014     | L.A. Clippers      | 5  | 0  | 3,8  | 20,0 | 25,0 | 100,0 | 1,4 | 0,2 | 0,6 | 0,0 | 1,0 |
| Carriera | Carriera           | 36 | 12 | 15,0 | 41,8 | 25,6 | 71,1  | 1,3 | 0,9 | 0,3 | 0,1 | 5,2 |

#### Massimi in carriera
- Massimo di punti: 37 vs Toronto Raptors (18 aprile 2007)[1]
- Massimo di rimbalzi: 9 vs Indiana Pacers (11 aprile 2008)
- Massimo di assist: 10 vs Miami Heat (21 novembre 2004)
- Massimo di palle rubate: 3 (16 volte)
- Massimo di stoppate: 3 (2 volte)
- Massimo di minuti giocati: 47 vs Cleveland Cavaliers (17 aprile 2007)

### Allenatore
| Stagione | Squadra       | Regular Season | Regular Season | Regular Season | Regular Season | Regular Season           | Post Season                             |
| Stagione | Squadra       | V              | P              | % V            | G              | Posizione finale         | Post Season                             |
| -------- | ------------- | -------------- | -------------- | -------------- | -------------- | ------------------------ | --------------------------------------- |
| 2021-22  | N.O. Pelicans | 36             | 46             | 43,9           | 82             | 3º in Southwest Division | Sconfitto al primo round dai Suns (2-4) |
|          | Carriera      | 36             | 46             | 43,9           | 82             |                          |                                         |